# Machilus cochinchinensis
Machilus cochinchinensis är en lagerväxtart som beskrevs av Paul Lecomte. Machilus cochinchinensis ingår i släktet Machilus och familjen lagerväxter. Inga underarter finns listade i Catalogue of Life.